# USB-C
USB-C (formeel USB Type-C) is een op USB gebaseerd verbindingssysteem met een symmetrische 24 pins-connector.
De specificatie van de USB-C-kabel en -connector (de USB Type-C Cable and Connector Specification) werd gepubliceerd door het USB Implementers Forum (USB-IF) in 2014. De specificatie beschrijft alleen de connector en biedt ondersteuning voor meerdere protocollen zoals beeld, audio, data en stroomvoorziening.
De dubbelzijdige 24 pins-connector is iets dikker dan een micro-B-connector en meet 8,4 mm bij 2,6 mm. Er is zowel een mannelijke als vrouwelijke variant.
Eind december 2024 werd de USB-C-stekker binnen de Europese Unie verplicht gesteld voor alle nieuwe oplaadbare elektronische apparaten.

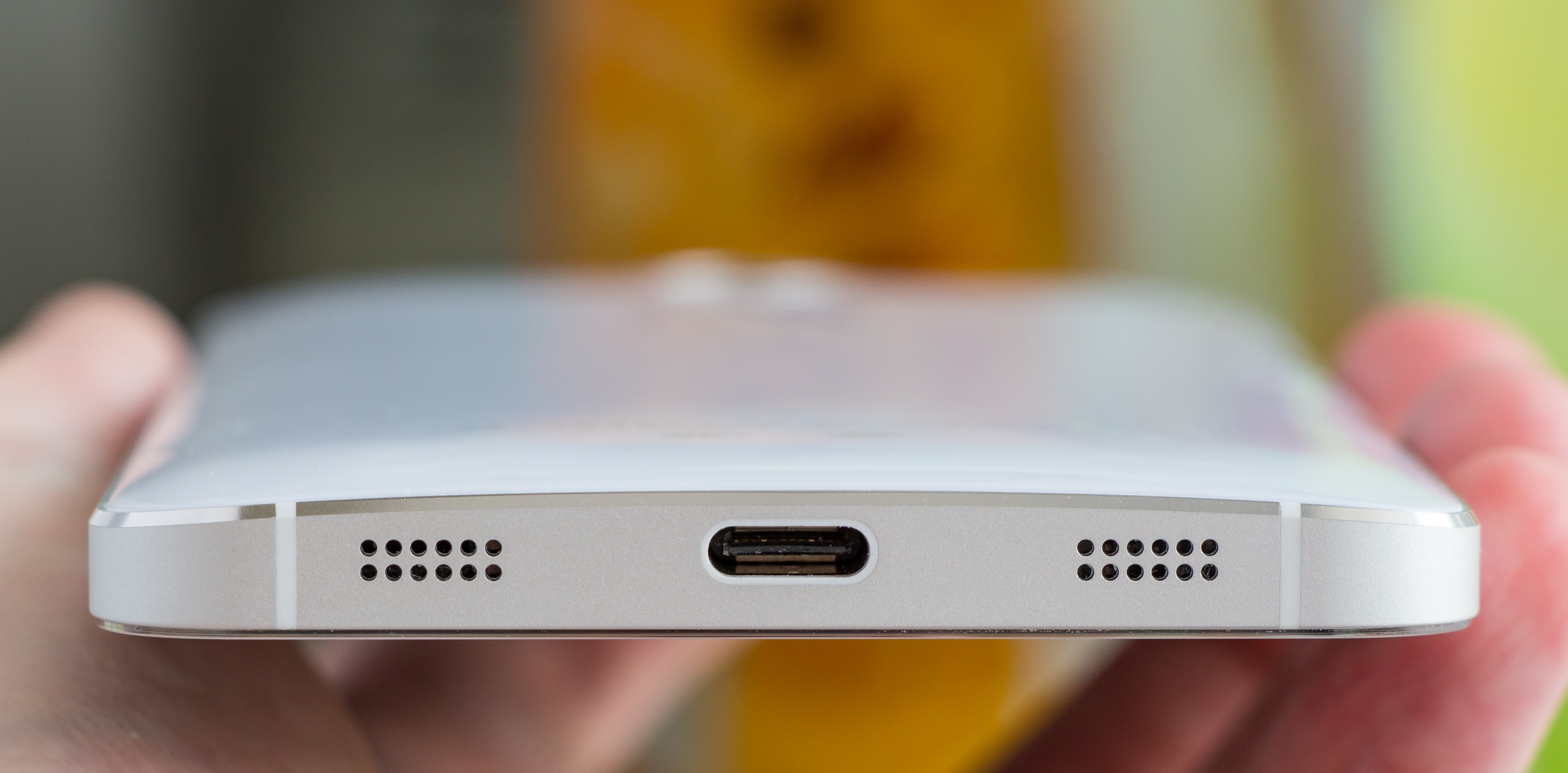
USB-C-poort bij een LeTV-smartphone

## Hardware-ondersteuning
USB-C is sinds 2014 in steeds meer hardware geïmplementeerd, bijvoorbeeld:
- desktops
- laptops
- tablets
- smartphones
- externe harde schijven
- toetsenborden en muizen
- hoofdtelefoons en microfoons
- digitale camera's

## Protocollen
Via USB-C kan data, stroom, audio en video uitgewisseld worden. Een USB-C-poort en -kabel biedt ondersteuning voor een USB-protocol en kan ondersteuning bieden voor HDMI, DVI, DisplayPort, Thunderbolt, VGA en stroomoverdracht tot 100 watt. Welke ondersteuning geboden wordt is afhankelijk van de leverancier. Poorten met Thunderbolt 3 ondersteunen alle genoemde protocollen.

### Data-overdracht
Ondersteuning qua USB-protocol kan bestaan uit USB 2.0, USB 3.0, USB 3.1 of USB 3.2 Type-C (USB-C). De maximale snelheid voor data-overdracht verschilt per protocol:
- USB 2.0: 480 Mb/s
- USB 3.0: 5 Gb/s
- USB 3.1: 5 Gb/s
- USB 3.1 USB-C: 10 Gb/s
- USB 3.2 USB-C (Gen 2×2 SuperSpeed): 20 Gb/s[3]
- Thunderbolt 3: 40 Gb/s
- Thunderbolt 4: 40 Gb/s

### Oplaadvermogen
Elke reguliere USB-C-kabel ondersteunt ten minste 3 ampère en 20 volt. Kabels met een hoger vermogen staan een maximale spanning toe van 50 volt en een stroomsterkte van 5 ampère. Met dit hogere vermogen kunnen randapparaten worden voorzien tot 240 watt (48 volt, 5 ampère). Deze specificatie is bekend als Power Delivery 3.1 EPR Type-C.
Oudere protocollen laten toe op te laden tot 7,5 of 15 watt, latere gaan tot 150 watt. Er wordt actief gewerkt om dit vermogen nog verder te verhogen. Zo liet Xiaomi in 2023 een demo zien waarin een telefoon met 300 watt op kon laden. Hogere vermogens laten onder meer toe laptops op te laden, maar de snellere vermogens worden momenteel vooral gepionierd door Chinese smartphone fabrikanten, zoals Realme en Xiaomi.

## Kabels
De USB-C-kabels met alle functies zijn elektronisch gemarkeerde actieve kabels en bevatten een chip met een identificatiefunctie op basis van het configuratiekanaal van gegevens en berichten die zijn gedefinieerd door de provider (VDM) van de specificatie "USB Power Delivery 2.0". USB-C-apparaten ondersteunen ook stromen van 1,5 A en 3 A via de 5V-spanningsbus, naast een 900mA-basislijn. De apparaten kunnen via een configuratielijn onderhandelen over een toename van het USB-vermogen of ze kunnen eventueel de volledige "Power Delivery"-specificatie ondersteunen. Kabels die Thunderbolt 3 ondersteunen zijn voorzien van een speciaal symbool.
Er zijn goedkope kabels in de handel die niet geheel voldoen aan de USB-C-standaard. Na enkele testen bleek het gebruik hiervan mogelijk schadelijk te zijn voor aangesloten apparaten.

## Europese Unie
In 2022 kwam de Europese Raad tot een akkoord over de invoering van USB-C als verplichte standaard voor het opladen van smartphones, tablets, laptops, draadloze oordoppen, e-bookreaders en andere consumentenelektronica. Doordat fabrikanten aanpassingen moesten doen kregen zij twee jaar als overgangstijd. Door deze verplichting verwacht de EU dat consumenten minder vaak stekkers en opladers hoeven aan te schaffen om zo de hoeveelheid elektronisch afval terug te dringen. Consumenten kunnen op deze manier langer doen met dezelfde oplader, ongeacht het soort apparaat dat moet worden opgeladen. De universele opladerstandaard moet zorgen voor een besparing van 250 miljoen euro en 11.000 ton aan elektronisch afval. De nieuwe regel voor kleine elektronische mobiele apparaten ging in vanaf 28 december 2024. Voor laptops zal vanaf 2026 deze standaard gelden.

### Onenigheid
Aan de wet ging tien jaar onenigheid door makers van elektronisch materiaal vooraf. Zij wilden zich niet toeleggen op een uniforme aansluiting. De maatregel is bekritiseerd omdat het innovatie in laadtechnologie zou remmen en productdifferentiatie zou beperken, wat op korte termijn gemak en kostenbesparing oplevert, maar op lange termijn technologische vooruitgang in de weg zou staan.
Vooral Apple gaf veel weerstand op. Het bedrijf stelde dat één standaard ‘innovatie eerder zou bevriezen dan aanmoedigen’, en waarschuwde dat het achterhaald maken van huidige opladers schadelijk is voor het milieu. Apple introduceerde in 2012 echter een eigen oplaadtechnologie onder de naam Lightning, en dwong daarmee zijn eigen consumenten om over te stappen op nieuwe kabels en stekkers. Daarbij verdiende het bedrijf tientallen miljoenen met het in licentie geven van de Lightning-technologie. Als reactie op de maatregel introduceerde Apple de iPhone 15 met USB-C en trok in vooruitloop op de maatregel de iPhone 14, iPhone 14 Plus, en derde generatie iPhone SE terug uit de Europese markt. Het bedrijf geeft aan in 2025 klaar te zijn met het overzetten van alle producten van Lightning naar USB-C.

## IEC
Aanvaarding als IEC-specificatie:
- IEC 62680-1-3:2016 (2016-08-17, edition 1.0) Universal serial bus interfaces for data and power - Part 1-3: Universal Serial Bus interfaces - Common components - USB Type-C™ cable and connector specification[15]
- IEC 62680-1-3:2017 (2017-09-25, edition 2.0) Universal serial bus interfaces for data and power - Part 1-3: Common components - USB Type-C™ Cable and Connector Specification[16]
- IEC 62680-1-3:2018 (2018-05-24, edition 3.0) Universal serial bus interfaces for data and power - Part 1-3: Common components - USB Type-C™ Cable and Connector Specification[17]
- IEC 62680-1-4:2018 (2018-04-10, edition 1.0) Universal Serial Bus interfaces for data and power - Part 1-4: Common components - USB Type-C™ Authentication Specification[18]